# Nota G d'Ada Lovelace
Ada Augusta Byron (anomenada des del seu matrimoni Ada Lovelace) va ser una important escriptora i matemàtica britànica, cèlebre sobretot pel seu treball sobre la calculadora d’ús general de Charles Babbage, l’anomenada màquina analítica. Lovelace va començar el seu treball Notes, en les quals hi aportava les seves pròpies teories sobre el funcionament de la màquina analítica. Aquestes notes van ser publicades a la revista Scientific Memoir el 1843 amb el títol Sketch of the analytical engine invented by Charles Babbage.
Entre aquestes anotacions es troba el que és considerat el primer algoritme destinat a ser processat per una màquina, i és per això que ella és considerada la primera programadora d’ordinadors.
Les Notes estaven firmades únicament amb les seves inicials (A.A.L.) amb l’objectiu d’amagar la seva identitat femenina per així evitar la probable discriminació que hagués rebut.

## Nota G
Les Notes d’Ada Lovelace van ser etiquetades en ordre alfabètic de la A a la G. La nota G és la que ha esdevingut la més important al llarg de la història atès que és considerada la primera descripció d’un algorisme, el primer codi pel funcionament de la màquina de càlcul. Tot i així, actualment se sap que en realitat Babbage ja havia escrit més de 20 programes per a la seva màquina analítica entre el 1837 i el 1840.

Aquesta nota estava dedicada als nombres de Bernoulli, tal com ella va afirmar:
"Acabem aquestes notes seguint amb detall els passos a través dels quals la màquina podria calcular els nombres de Bernoulli, essent-ne (en la forma en què ho deduirem) un exemple força complicat de la seva potència." 

Ada Lovelace
D’aquesta manera, Lovelace descriu en aquest apartat les operacions mitjançant les quals les targetes perforades “teixirien” una seqüència de números a la màquina analítica. Aquest sistema estava inspirat en el teler de Jacquard, que seria el que s’utilitzaria per programar els primers ordinadors a mitjans del segle XX.
El que Lovelace proposava era calcular els nombres de Bernoulli mitjançant un salt condicional per les instruccions repetides en grans càlculs que contenien moltes repeticions a la mateixa seqüència d’instruccions, el que permetria utilitzar un sol joc de targetes. Aquest plantejament és l’anomenat algoritme d’Ada o el primer programa d’ordinador de la història. Tot i així, aquest primer programa de la computació mai es va posar en marxa atès que el hardware mai va ser completat.

## Transcendència
Les notes d’aquesta científica van ser oblidades quan tant ella com Babbage van morir (ella el 1852 i ell el 1871). No va ser fins a la dècada del 1950 que aquestes anotacions, treballs i estudis van tornar a sortir a la llum. Aquestes Notes van facilitar el que actualment es coneix com a informàtica.

A tall de reconeixement per la seva contribució a la ciència, el 2009 es va establir el segon dimarts d’octubre com al Dia Internacional d’Ada Lovelace. La seva aportació va ajudar a millorar la condició de la dona al món de la ciència, tecnologia i matemàtiques, tot i que encara hi ha molt a millorar, com afirma la tecnòloga Suw Charman-Anderson, fundadora del Dia d’Ada Lovelace:
“Vaig decidir crear-lo perquè em vaig adonar de l’invisibilitat de les dones al món de la tecnologia”

Suw Charman-Anderson